# تمثال بروس لي (هونج كونج)
تمثال بروس لي (بالكانتونية: 李小龍像) هو تمثال تذكاري تم بناؤه 27 نوفمبر 2005 ويقع في شارع النجوم (هونغ كونغ) في مدينة تسيم شا تسوي في هونغ كونغ ويعتبر النصب تقديراً للاعب الفنون القتالية الراحل بروس لي، الذي توفي في 20 يوليو 1973 عن عمر 32 سنة.